# Onslaught (Marvel Comics)
Onslaught (in lingua inglese attacco/ assalto) è un personaggio immaginario dei fumetti protagonista di un omonimo ciclo di storie crossover scritto da Scott Lobdell e disegnato da vari autori come Andy Kubert, Adam Kubert, Joe Madureira e Carlos Pacheco, pubblicato dalla Marvel Comics nel 1996.
La saga coinvolge in particolare il gruppo di supereroi degli X-Men ma ha conseguenze rilevanti e di lunga durata sulla continuity per tutto l'universo Marvel in quanto pone le basi per La rinascita degli eroi (Heroes Reborn), un altro crossover ideato per aggiornare e far ripartire da capo una serie di testate che si intendeva rinnovare quali i Fantastici Quattro, i Vendicatori, Hulk, Iron Man e Capitan America.

## Biografia del personaggio
Il professor Charles Xavier, sopraffatto dal suo lato oscuro e dall'influenza della sua nemesi Magneto che aveva spento telepaticamente poco tempo prima, impazzisce liberando un alter ego malvagio: Onslaught. Quest'ultimo in pochi giorni mette in ginocchio i più grandi supereroi d'America e, per riuscire a contrastarlo e sconfiggerlo definitivamente, sarà necessario il quasi totale sacrificio degli stessi che esclusi i mutanti si immoleranno per riportare la pace. In seguito al ciclo di storie noto come Decimation, i poteri di Magneto e del Professor X si unirono ricreando Onslaught che venne però sconfitto e i poteri confluirono nel potentissimo essere noto come il Collettivo.

## Poteri e abilità
Onslaught è un'entità psionica dotata di grande potenza fisica e mentale avendo le capacità combinate di Charles Xavier, Magneto, Franklin Richards e Nate Grey. Tra queste ci sono la telepatia, la telecinesi, la proiezione astrale, la creazione di illusioni, il controllo sul magnetismo, la creazione di uno scudo mentale, la levitazione, la proiezione di energia e la rilevazione di mutanti. Nella fase finale dell'evoluzione dei suoi superpoteri è in grado di rafforzare la sua dimensione. La sua corazza è di adamantio, per cui è indistruttibile. È riuscito a sconfiggere il Fenomeno e può tener testa in combattimento ai Vendicatori, agli X-Men, che riesce a sconfiggere, e ad affrontare quasi alla pari un Hulk che aveva rimosso il subconscio di Bruce Banner (anche se poi il Golia Verde è riuscito a disintegrare la sua parte fisica).

## Storia editoriale

### Impatto di Onslaught (Fase uno: Onslaught and beyond!)
1. The Uncanny X-Men n. 335: Apocalypse lives! (Apocalisse vive!), Scott Lobdell (storia), Joe Madureira (disegni) e Tim Townsend (china)
2. The Mighty Avengers n. 401: Sins of the father! (I peccati del padre), Mark Waid (storia), Mike Deodato Jr. (disegni) e Tom Palmer (china);
3. Cable n. 34: Loose cannons (Mine vaganti), Jeph Loeb (storia), Ian Churchill (disegni) e Scott Hanna & Arthur Edward Thibert (china);
4. The Incredible Hulk (vol. 2) n. 444: Cable vision (La visione di Cable), Peter David (storia), Angel Medina (disegni) e Robin Riggs (china)
5. Excalibur (vol. 1) n. 100: London's burning (Londra brucia), Warren Ellis (storia), Randall Green, Rob Haynes, Casey Jones (disegni) e Rob Haynes, Rick Ketcham, Jason Martin, Tom Simmons (china);
6. X-Factor (vol. 1) n. 124: The ticking clock (L'orologio fa tic tac), Howard Mackie (storia), Jeff Matsuda (disegni) e Al Milgrom (china)
7. The Fantastic Four (vol. 1) n. 415: An enemy among us! (Un nemico tra noi!), Tom DeFalco (storia), Carlos Pacheco (disegni) e Bob Wiacek (china);
8. X-Men (vol. 2) n. 55 (dal n. 101 è diventata come New X-Men (vol. 1)): Invasion (Invasione), Mark Waid (storia), Andy Kubert (disegni) e Dan Panosian (china).
9. X-Factor (vol. 1) n. 125: Free fall (Caduta libera), Howard Mackie (storia), Stefano Raffaele (disegni) e Al Milgrom (china);
10. Generation X n. 18: For the sake of the children (Per il bene dei bambini), Scott Lobdell (storia), Chris Bachalo (disegni) e Mark Buckingham (china);
11. Wolverine (vol. 2) n. 104: The emperor of the realm of grief (L'Imperatore del reame del dolore), Larry Hama (storia), Val Semeiks (disegni) e Chad Hunt (china);
12. X-Man n. 18: In The Company Of Strangers (Parte 1/2) (Nella compagnia dei sconosciuti), Terry Kavanagh (storia), Steve Skroce (disegni) e Robert Hunter & Bud LaRosa (china)
13. X-Force (vol. 1) n. 57: In The Company Of Strangers (Parte 2/2): The best laid plans... (Nella compagnia dei sconosciuti: Il piano migliore...), Jeph Loeb (storia), Anthony Castrillo (disegni) e Mark Morales (china);

### Impatto di Onslaught (Fase due: Heroes reborn)
1. The Amazing Spider-Man (vol. 1) n. 415: Siege (Assedio), Tom DeFalco (storia), Mark Bagley (disegni), Larry Mahlstedt & Al Milgrom (chine);
2. The Mighty Avengers (vol. 1) n. 402: End of the line (La fine della linea), Mark Waid (storia), Mike Deodato Jr. (disegni) e Tom Palmer (china);
3. The Fantastic Four (vol. 1) n. 416: Unfinished business (affare non terminato), Tom DeFalco (storia), Carlos Pacheco (disegni) e Harry Candelario, Al Milgrom, P.Craig Russell, Bob Wiacek (china);
4. The Incredible Hulk (vol. 2) n. 445: Dancing in the dark (Danza nel buio), Peter David (storia), Angel Medina (disegni) e Robin Riggs (china);
5. The Uncanny X-Men n. 336: A voice as deep as thunder (Una voce tonante), Scott Lobdell (storia), Joe Madureira (disegni) e John Dell, Al Milgrom, Vince Russell, Tim Townsend (china);
6. X-Force (vol. 1) n. 58: ...Before the dawn (...Prima dell'alba), Jeph Loeb (storia), Anthony Castrillo (disegni) e Bud LaRosa (china);
7. Cable n. 35: It is always darkest... (Sempre più oscuro...), Jeph Loeb (storia), Ian Churchill (disegni), Scott Hanna & Arthur Edward Thibert (china);
8. Generation X n. 19: Don't wait up... (Non rimanere alzato...), Scott Lobdell (storia), Chris Bachalo (disegni) e Mark Buckingham (china);
9. Green Goblin n. 12: Even the brave can fall! (Perfino il corraggioso può cadere!), Tom DeFalco (storia), Joshua Hood (disegni) e Derek Fisher (china);
10. The Invicible Iron Man (vol. 1) n. 332: Night neverending (Notturno eterno), Terry Kavanagh (storia), Joe Bennett (disegni) e Tim Dzon, Mark McKenna (china);
11. The Punisher (vol. 3) n. 11: Manhattan Onslaught (Onslaught a Manhattan), John Ostrander (storia), Tom Lyle (disegni) e Robert Jones (china);
12. Peter Parker, Spider-Man (vol. 1) n. 72: The world's gone mad! (Il Mondo è impazzito!), Howard Mackie (storia), John Romita Jr. (disegni) e Al Williamson (china);
13. Wolverine (vol. 2) n. 105: Faces in the fire (Le facce nel fuoco), Larry Hama (storia), Val Semeiks (disegni) e Harry Candelario, Chad Hunt, Vince Russell (china);
14. X-Factor (vol. 1) n. 126: The Beast within (La Bestia dentro), Howard Mackie (storia), Stefano Raffaele, Herb Trimpe (disegni) e Al Milgrom (china);
15. X-Man n. 19: Shades of Grey (Un tono di grigio), Terry Kavanagh (storia), Steve Skroce (disegni) e Bud LaRosa (china);
16. X-Men (vol. 2) n. 56 (dal n. 101 è diventata come New X-Men (vol. 1)): Twilight of the gods (Crepuscolo degli Dei), Scott Lobdell & Mark Waid (storia), Andy Kubert (disegni) e Arthur Edward Thibert (china);
17. X-Men Unlimited (vol. 1) n. 12: The once and future Juggernaut (Fenomeno passato e futuro), John Francis Moore (storia), Steven Epting & Ariel Olivetti (disegni), Kevin Conrad & Ariel Olivetti (china).

### Edizione estere

#### Italia
In Italia è stato pubblicato nel 1997 da Panini Comics.